# Regurgitação mitral
Regurgitação mitral (RM), uma doença da valvular do coração, também conhecida como insuficiência mitral, é o escoamento anormal do sangue pela válvula mitral, do ventrículo esquerdo no átrio esquerdo do coração.

## Etiologia
Regurgitação mitral primária é devido a qualquer processo de doença que afete o próprio aparato da válvula mitral. As causas de regurgitação mitral primária incluem:  
- Degeneração Mixomatosa da válvula mitral
- Doença isquêmica do coração / doença da artéria Coronária
- Endocardite Infectiva
- Doenças colágenas vasculares (ex: SLE, síndrome de Marfan)
- Doença reumática do coração
- Trauma
- Certas formas de medicamento (por exemplo fenfluramina)

A causa mais comum de regurgitação mitral primária nos Estados Unidos (causa de 50% de regurgitação mitral primário aproximadamente) é degeneração mixomatosa da válvula. É mais comum em homens e é mais comum na idade avançada. É devido a uma anormalidade genética que resulta em um defeito no colágeno que compõe a válvula mitral. Isto causa um alongamento fora dos folhetos da válvula.  
Doença isquêmica do coração causa regurgitação mitral pela combinação de deficiência orgânica isquêmica dos músculos papilários e a dilatação do ventrículo esquerdo que está presente na doença isquêmica do coração, com o deslocamento subseqüente dos músculos papilários e a dilatação do anulos de válvula mitral.  

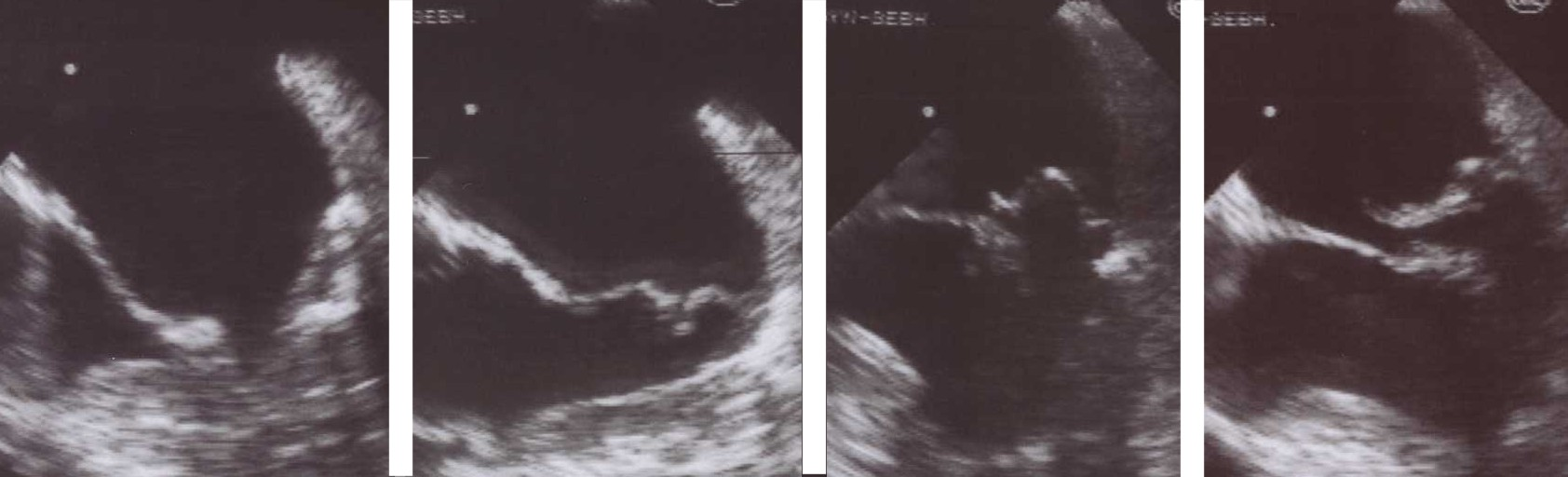
Imagem do prolapso da válvula mitral em um ecocardiograma.

Regurgitação mitral secundária é devido à dilatação do ventrículo esquerdo, causando alongamento do anulos da válvula mitral e deslocamento dos músculos papilários. Esta dilatação do ventrículo esquerdo pode ser devido a qualquer causa de cardiomiopatia dilatada, inclusive insuficiência aórtica e cardiomiopatia não-isquêmica dilatada.

## Sintomas
Os sintomas associados com regurgitação mitral são dependentes em qual fase do processo da doença na que o indivíduo está. Indivíduos com regurgitação mitral aguda terão os sinais e sintomas de parada cardíaca congestiva  (ex: brevidade de respiração, edema pulmonar, ortopneia, dispneia paroxismal noturna), como também sintomas sugestivos de um baixo estado de produção cardíaco (ex: tolerância de exercício diminuída). Colapso cardiovascular com choque (choque cardiogênico) e pode ser visto em indivíduos com regurgitação mitral aguda devido a ruptura do músculo papilário.  
Indivíduos com regurgitação mitral compensada crônico podem ser assintomáticos, com uma tolerância de exercício normal e nenhuma evidência de parada cardíaca. Estes indivíduos podem ser sensíveis a trocas pequenas no seu estado de volume intravascular e são propensos a desenvolver sobrecarga de volume (parada cardíaca congestiva).

## Ausculta cardíaca
À ausculta cardíaca a insuficiência mitral produz um sopro sistólico característico, de regurgitação, podendo preencher toda a sístole (holossistólico). É comum que a deficiência estrutural da valva resulte em hipofonese da 1a bulha. Digamos que ela não se fecha direito, provocando um som mais fraco que o normal. Vem a seguir o turbilhão regurgitante através da valva doente, que deixa um pouco de sangue refluir ao átrio durante a contração ventricular, provocando o sopro.

## Tratamento
O tratamento de regurgitação mitral depende da agudez da doença e se há sinais associados compromisso hemodnâmico.  
De regurgitação mitral agudo secundária a um defeito mecânico no coração, o tratamento de escolha é substituição de válvula mitral urgente. Se o pacientefor hipotenso antes do procedimento cirúrgico, um balão intra-aórtico pode ser colocado para melhorar a perfusão dos órgãos e diminuir o grau de regurgitação mitral.  
Se o indivíduo com regurgitação mitral agudo for normotensivo, vasodilatadores podem ser usados para diminuir o peso no ventrículo esquerdo e assim podem diminuir a fração de regurgitação. O vasodilatador comumente usado é nitroprussida.  
Podem ser tratados os indivíduos com regurgitação mitral crônica também com vasodilatadores. No estado crônico, é usado comumente hidralazina.   
Há duas opções cirúrgicas para o tratamento de regurgitação mitral: substituição de válvula mitral e conserto de válvula mitral.